# Александрина Паскутини
Александрина Паскутини (рођена 1938) је српска сликарка.

## Биографија
Рођена је 1938. године у Вараждину. Дипломирала је на Факултету ликовних уметности Универзитета уметности у Београду и завршила је постдипломске студије у Београду 1969. Специјализирала је графику у Диселдорфу као стипендиста Немачке службе за академску размену. Самостално је излагала у Београду и Штутгарту 1970. године. Учествовала је на групним изложбама у земљи и иностранству, у Београду, Нишу, Чачку, Приштини, Суботици, Загребу, Сплиту, Немачкој, Белгији, Тунису, Монголији, Мароку и Италији.